# William Lewis Herndon
William Lewis Herndon (* 13. Oktober 1813 in Fredericksburg, Virginia; † 12. September 1857) war ein Entdecker und Seemann der United States Navy. In dem Jahre 1851 leitete er eine Expedition in das Tal des Amazonas, er dokumentierte alle Erlebnisse und Vorkommnisse und veröffentlichte diese im Jahre 1854. Durch die Rettung von 151 Kindern und Frauen im Jahre 1857 wurde er besonders bekannt. Während eines heftigen Hurrikans, der rund drei Tage dauerte, wurde sein Schiff, die Central America, antriebslos. Herndon gelang es, viele Personen zu retten, nicht jedoch das Schiff selber, und er starb selbst bei dessen Untergang.

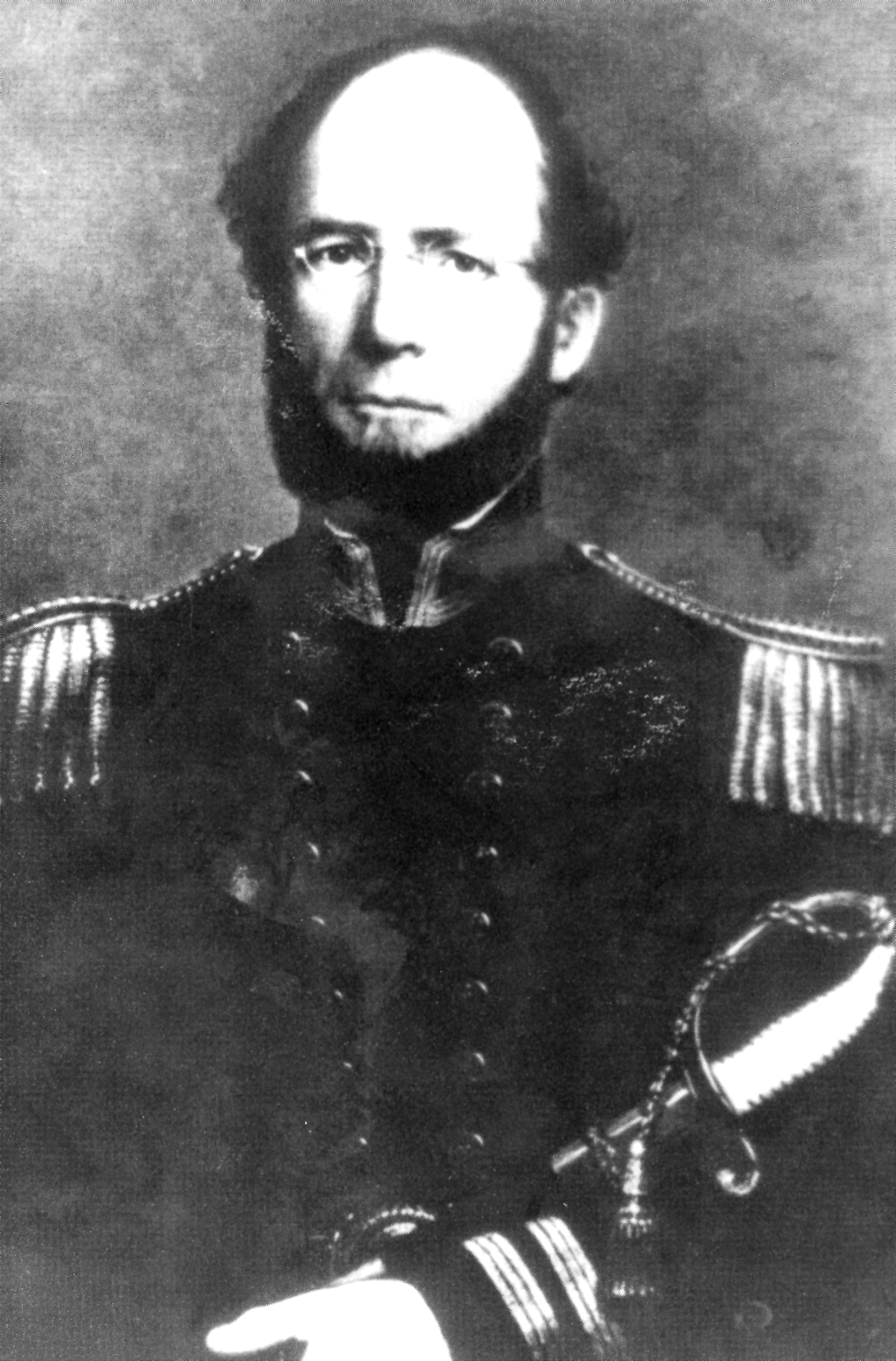
William Lewis Herndon

## Karriere

### Entdeckung des Amazonas
Im Jahre 1851 leitete er eine Expedition zur Erkundung des Amazonas. Für Europäer und Nordamerikaner war der Amazonas zu dieser Zeit, vollkommen unbekanntes Terrain. Ziel der Expedition war die Suche nach brauchbaren Ressourcen und die Bewertung des Potenzials des Tals. Herndon verließ Lima, Peru am 21. Mai 1851 und stoß in Begleitung von Leutnant Lardner Gibbon und 5 weiteren Männern in den Dschungel vor. Nach einer sehr langen Reise, und einem Laufweg von 7026 Kilometern, erreichte er am 11. April 1852 die Stadt Pará in Brasilien.
Am 26. Januar 1853 legte er dem Marineminister John P. Kennedy einen 414 seitigen, illustrierten Bericht vor. Die Marine veröffentlichte den Bericht im Jahre 1854 unter dem Titel „Die Entdeckung des Tal des Amazonas“. Aufgrund der perfekten und sauberen Arbeit von William, wurden noch 10.000 weitere Exemplare im Auftrag des Senats gedruckt.

## Familie
Hernond war der Sohn von Dabney Herndon Sr. und Elizabeth (Hull) Herndon. Er hatte drei Geschwister: Ann Hull (Herndon) Maury, Dabney Herndon Jr und Charles Herndon. Mit seiner Frau Frances Elizabeth (Hansbrough) hatte er eine Tochter namens Ellen Lewis (Herndon) Arthur.

### Geschwister

#### Ann Hull (Herndon) Maury
Ann Hull (Herndon) Maury wurde 1811 geboren und starb im Jahre 1901. Als sie 12–13 Jahre alt war, traf sie zum ersten Mal Matthew Fontaine Maury, den sie später noch heiraten sollte. Sie heirateten im Jahre 1834 als Metthew von einer seiner langen Reisen zurückkam. Anschließend ließen sie sich in Fredericksburg nieder, wo Matthew begann Werke über die Schiffsfahrt zu schreiben. Sie und ihre Kinder zogen nach dem Bürgerkrieg nach London, mit der Idee in Zukunft eine Kolonie in Mexiko aufzubauen.

#### Dabney Herndon Jr.
Dabney Herndon Jr. war Generalmajor der konföderierten Armee während des Bürgerkriegs. 1846 bekam er seinen Abschluss in West Point und wurde zum US-Offizier der konföderierten Armee ernannt. Während des Mexikanisch-Amerikanischen Kriegs wurde er aufgrund seines verdienstvollen Verhalten ausgezeichnet. Er trat zurück, als der Bürgerkrieg begann, und trat als Oberst in die Konföderierte Armee ein. 1862 wurde er zum Brigadegeneral während den Schlachten von Pea Ridge aufgrund seiner außergewöhnlichen Leistungen ernannt. Im Jahre 1862 wurde er zum Generalmajor ernannt.

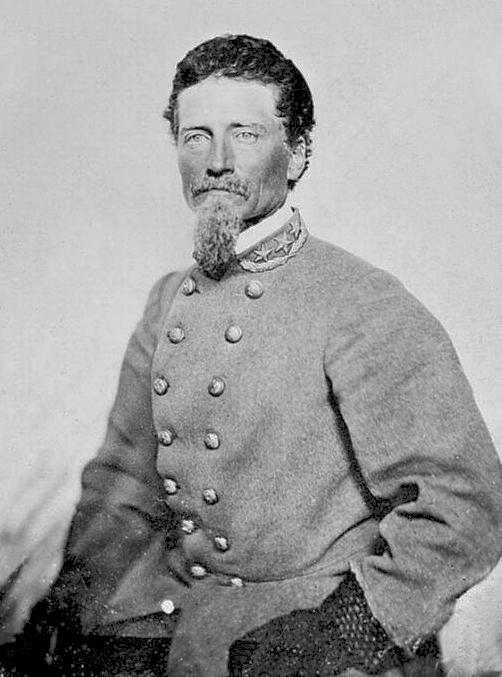
Dabney Herndon Jr.

#### Charles Herndon
Charles Herndon war ein amerikanischer Künstler, welcher Skulpturen aus verschiedensten Materialien herstellte. Außerdem war er Maler und Fotograf.

### Kinder

#### Ellen Lewis (Herndon) Arthur
Ellen Lewis (Herndon) Arthur (* 1837 in Culpeper, Virginia; † 1880) wurde im Jahre 1837 geboren, während ihr Vater als Leutnant der United States Navy auf See diente.
Im Jahre 1842 zog sie und ihre Familie nach Washington. Ihr Vater wurde 1855 Kommandant eines Handelsdampfers, die Familie zog daraufhin nach New York. Als ihr Vater 1857 beim Untergang seines Schiffes starb, wurden ihr viele Ehrungen aufgrund dieses Verlustes zu teil. Nach einer Zeit, als sie sich von dem Tod erholt hatten, nahmen sie sofort ihr gesellschaftliches Leben wieder auf.
Während eines Urlaubs lernte Ellen den Anwalt und späteren US-Präsidenten Chester Alan Arthur kennen, sie den am 29. Oktober 1859 heiratete. 1860 bekam das Paar sein erstes Kind, welches sie William Lewis Arthur tauften. Er starb mit drei Jahren. Sie bekamen noch zwei weitere Kinder. Ellen Lewis Arthur starb, bevor ihr Mann 1881 US-Präsident wurde.